# Hora svatého Tomáše
Hora svatého Tomáše (tamilsky பரங்கிமலை, Parangimalai) je část velkoměsta Čennaí (dříve Madrás), které je hlavním městem státu Tamilnádu na jihu Indie. Je zde poutní křesťanský kostel svatého Tomáše, uctívaný jako místo úmrtí tohoto apoštola a misionáře. Kolem něj jsou soustředěny křesťanské školy, velkoměstská i venkovská zástavba. 

## Geografie
Hora svatého Tomáše se tradičně nazývá horou, ačkoliv jde o nevýrazné návrší, které oproti mořské hladině přístavu v Čennaí dosahuje nejvýše 100 metrů. Město leží mezi vládní čtvrtí Guindy a mezinárodním letištěm. Zaujímá plochu 86,94 km², ze které téměř polovina (42,98 km²) je klasifikována jako vesnice a 43,96 km² má městskou zástavbu.

## Etymologie
Původní název lokality Parangimalai se vyskytuje hlavně v britské literatuře. Je odvozován z hinduistické tradice, podle níž mudrc Bhringi pobýval a meditoval na pahorku, aby mohl spatřit Šivu. Lokalita se podle něj  nazývala Bhringi malai neboli kopec Bhringi, název se postupem času proměnil v „Parangimalai“. S mudrcem Bringhim bývá spojován i název místa, kde si při bohoslužbě položil svůj džbán (Guindy, v tamilštině "kindi").

## Historie
Podle křesťanské tradice apoštol Tomáš uvěřil Ježíšově mučednické smrti poté, co při Ježíšově zjevení vložil vlastní ruku do jeho rány na boku. Poté se přestěhoval do Indie, kde hlásal evangelium. K jeho úctě se tam hlásili a hlásí především Tomášovští křesťané, žijící na Malabarském pobřeží ve státě Kérala. Všeobecně se úcta šířila prostřednictvím apokryfního Evangelia svatého Tomáše.
Z Malabarského pobřeží Tomáš údajně odešel na misijní cestu do Mylapore (nyní Santhome) v nynějším obvodu města Čennaí a usadil se v jeskyni na Malé hoře, asi čtyři kilometry východně od Hory svatého Tomáše. Na Hoře svatého Tomáše byl v roce 72 zabit ranou z kopí. Poté měl být pohřben v Mylapore na místě, kde stojí bazilika svatého Tomáše se statutem katedrály, v níž je Tomášův hrob a relikviář se šipkou z kopí.

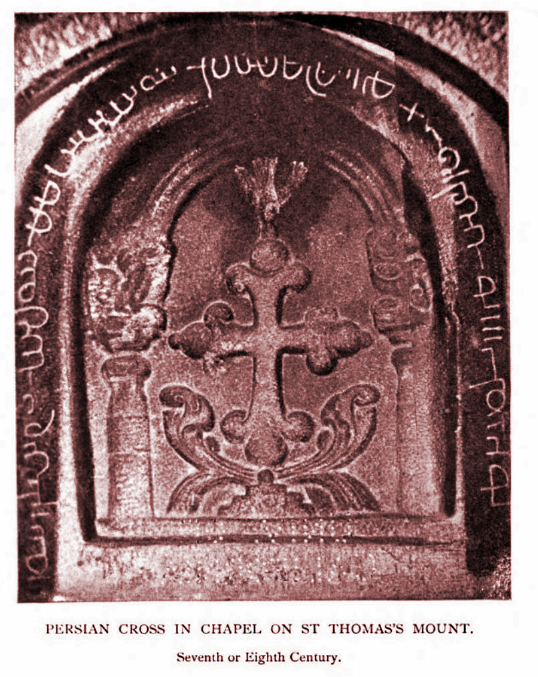
Perský kříž, nyní ztracený

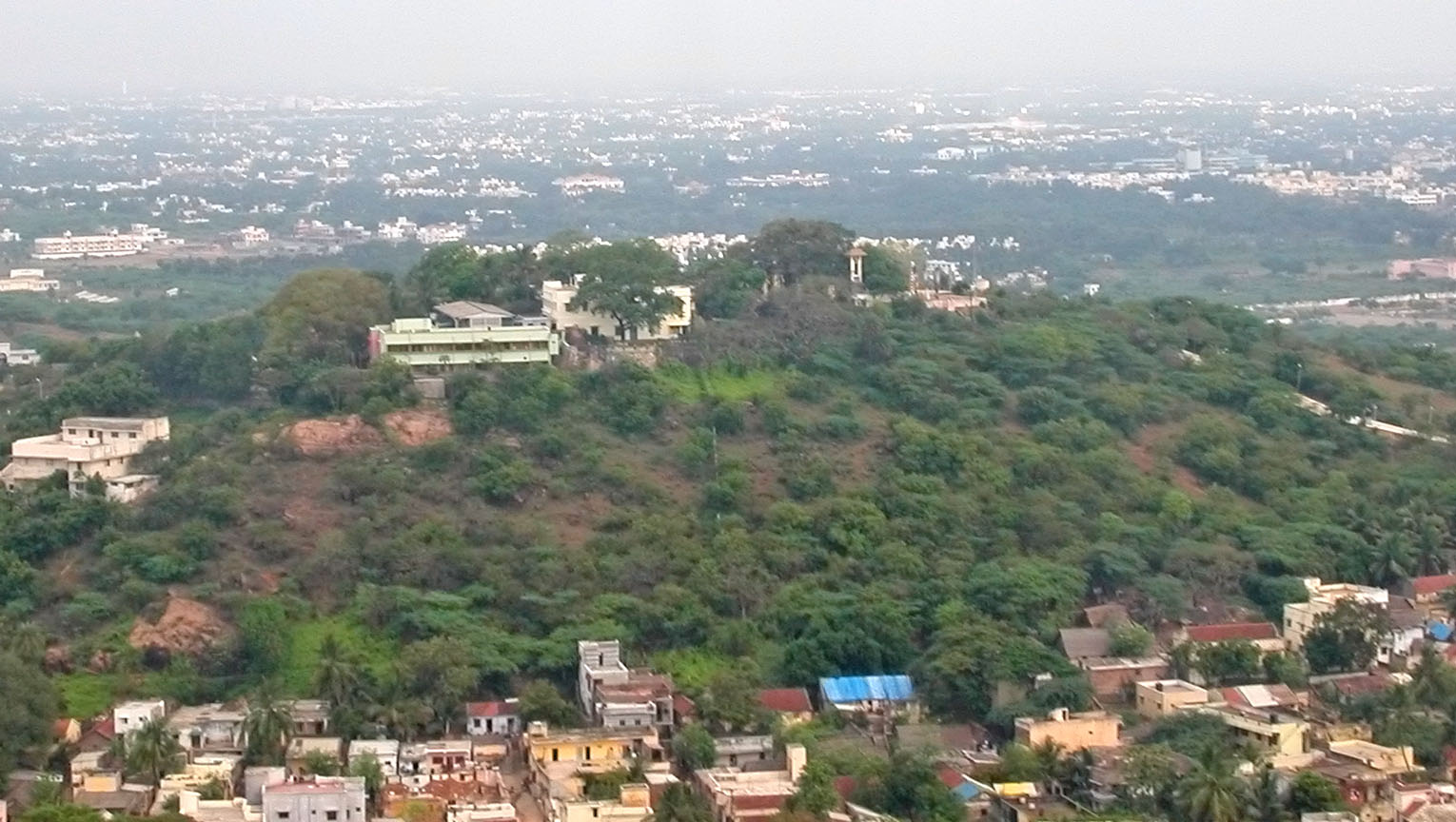
Celkový pohled na město, na hoře je chrám Panny Marie, v popředí dole britský chrám

Na vrcholu Hory svatého Tomáše stojí  kostel Očekávání Panny Marie, postavený a takto zasvěcený portugalskými kolonisty v roce 1523, a to na místě starého kostela nestoriánů, který v roce 1293 zaznamenal při svém putování cestovatel Marco Polo. Zasvěcení se váže k apokryfnímu příběhu, podle kterého Tomáš nechtěl uvěřit ani v zázrak Nanebevzetí Panny Marie, dokud se nedotkne jejího svatého opasku, a očekával, až mu ho Panna Marie opravdu z nebe seslala. Pak teprve uvěřil a prohlásil ji za matku Boží (Bohorodičku). Za světici ji křesťané  všobecně přijali v pozdějších stoletích.
V 18. století byl kostel rozšířen pod patronátem arménských obchodníků. V kostele byl uctíván kamenný kříž s rytým nápisem písmem pahlaví (ve středoperštině), o kterém se předpokládá, že byl na tomto místě vztyčen v 6. nebo 7. století a vedl Portugalce k výstavbě kostela.
Britové měli vojenský tábor na východním úpatí kopce. 7. února 1757 došlo na hoře k bitvě, v níž Brity vedl plukovník Calliaud a Francouzům velel Lally. Když po hodinách bojů Britům došla munice, ustoupili. 20. března 1769 se zde setkal sultán Haidar Alí s Duprém, nejstarším členem rady Britské Východoindické společnosti, a  2. dubna 1769 ho přiměl ho podepsat pro Brity nevýhodnou smlouvu. V roce 1774 se kopec stal velitelstvím dělostřelectva Madrásu.
Administrativně patří Hora svatého Tomáše pod Saint Thomas Mount-cum-Pallavaram. V roce 1901 měla 15 571 obyvatel, nyní tvoří oddělenou enklávu města, jež po expanzi nové zástavby od roku 2011 již přesáhlo počet 450 000 obyvatel.

## Doprava
Tato část města je spojena s Čennaí různými dopravními prostředky: asi 1,2 kilometru jižně od centra je železniční stanice příměstské dráhy, také stanice metra a plánuje se nadzemní rychlodráha systému Mass Rapid Transit System. Leteckou dopravu zajišťuje mezinárodní letiště v Čennaí.

## Kostely
Posvátný okrsek tvoří zalesněný vrch s poutním kostelem Očekávání Panny Marie a kaplí, který je spojen s městem Čennaí křížovou cestou se čtrnácti zastaveními v podobě sousoší v nadživotní velikosti, osazenými ve 2. polovině 19. století. Do vrchu vede schodiště o 200 stupních, které v granitové skále vytesali Portugalci při stavbě renesančního kostela. Kostel je postaven z nazelenalého pískovce a granitu. Na terase před kostelem je vztyčen moderní vlajkový stožár, završený křížem, dále sousoší kalvárie, moderní socha žehnajícího papeže Jana Pavla II., který kostel navštívil 5. února 1986 a socha Matky Terezy z Kalkaty.
Pod horou stojí druhý, protestantský kostel sv. Tomáše (St. Thomas Garrison Church), postavený ve stylu novogotiky v 19. století britskými kolonisty pro jejich vojenskou posádku (garnisonu).

## Školy
Na Hoře svatého Tomáše sídlí sedm vzdělávacích církevních institucí, z nichž největší moderní novostavba je britská protestantská Akademie svatého Tomáše, a jedna nemocnice. Další školy jsou skryty na úbočí vrchu. 

## Galerie

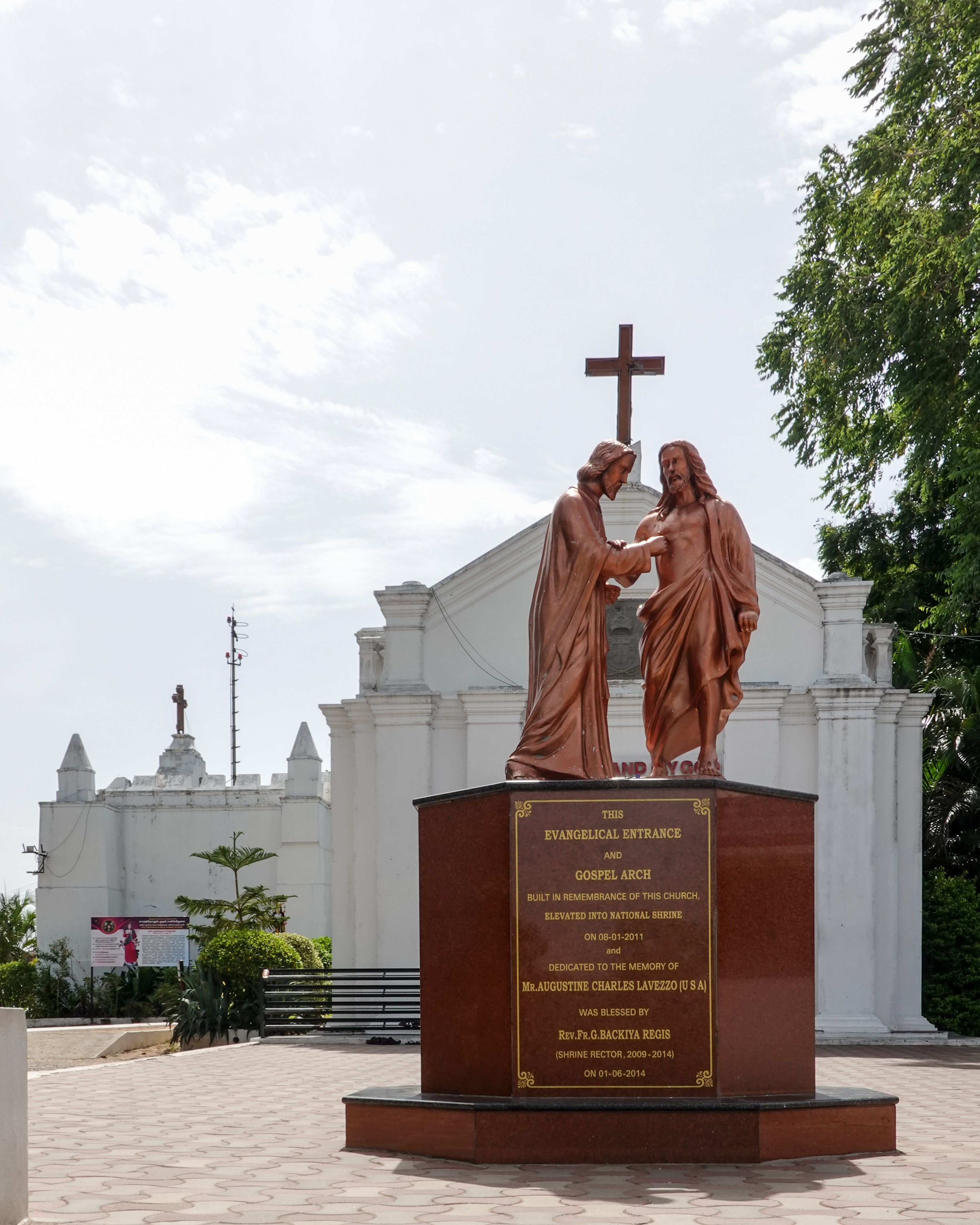
Sousoší Krista a Tomáše
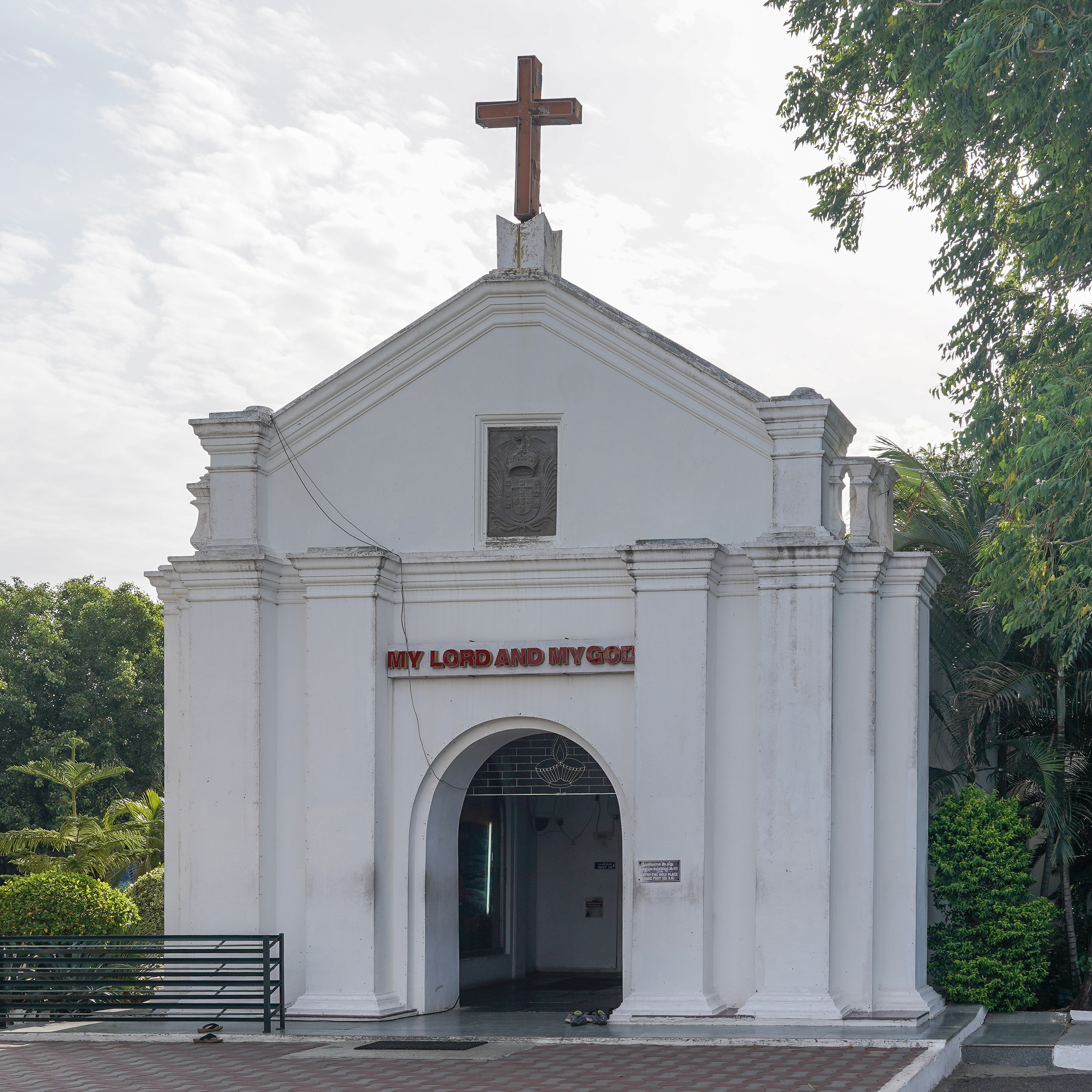
Vchod do kostela
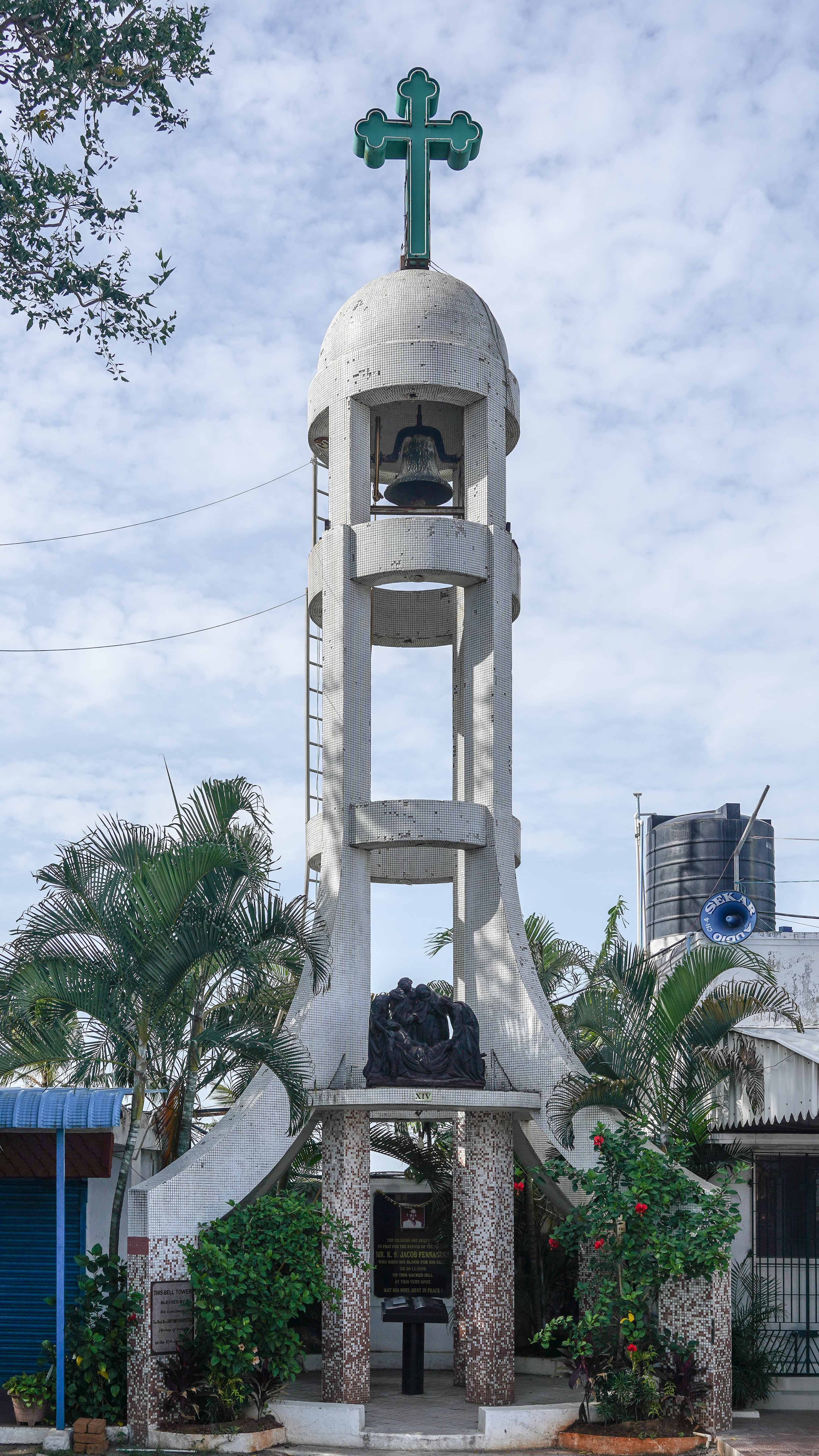
Zvonice
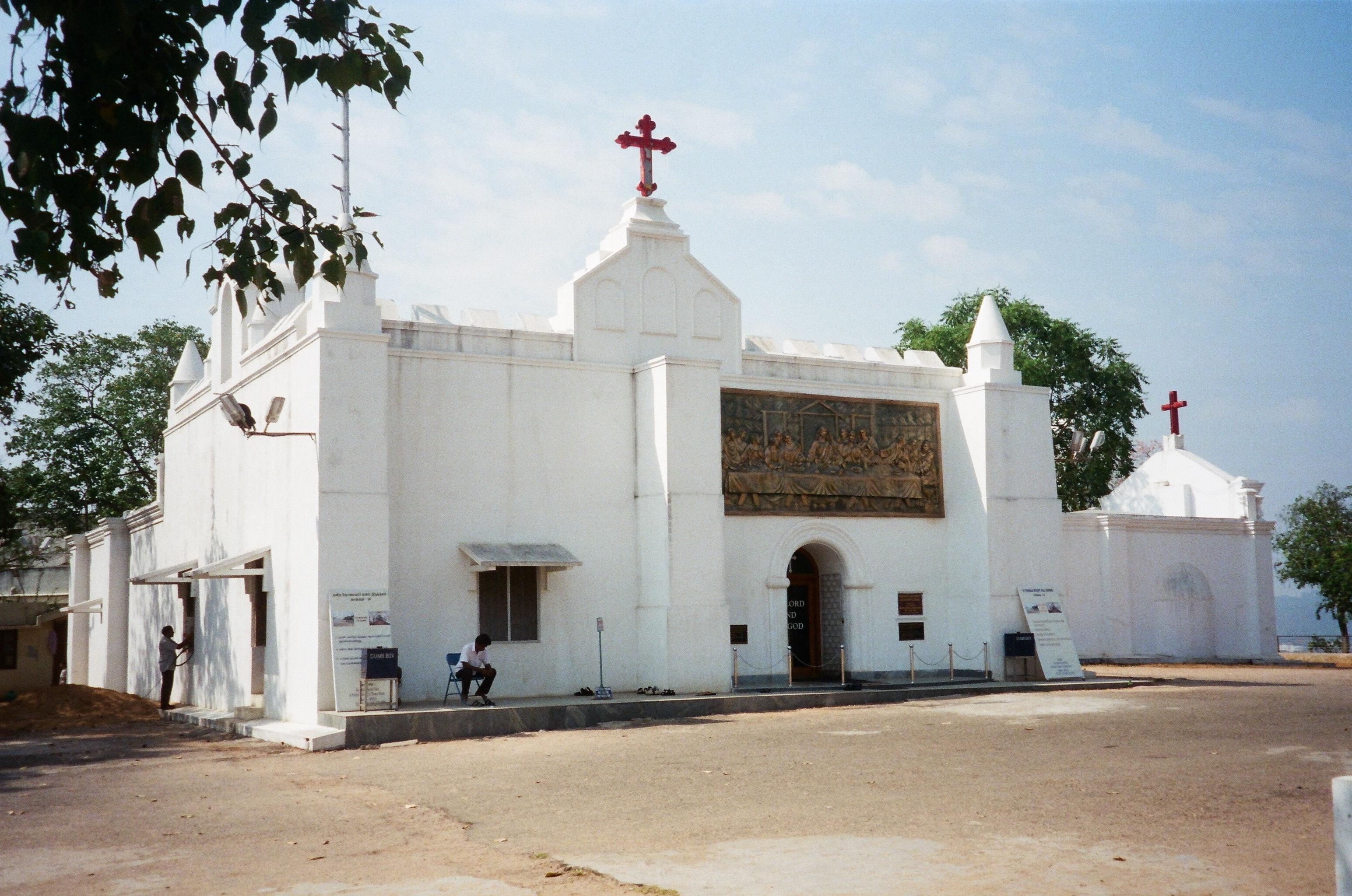
Boční křídlo
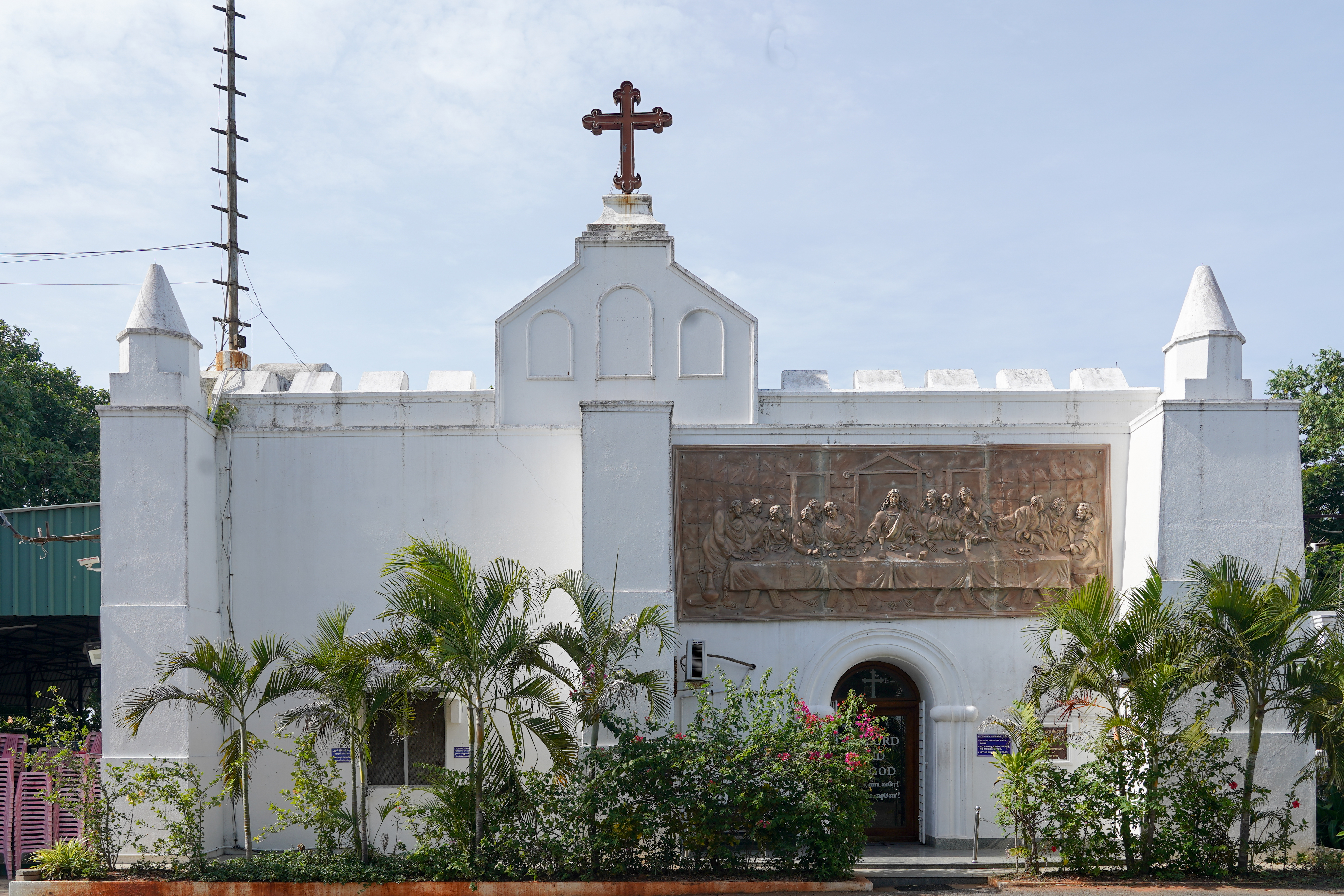
Boční vchod s reliéfem Poslední večeře Páně
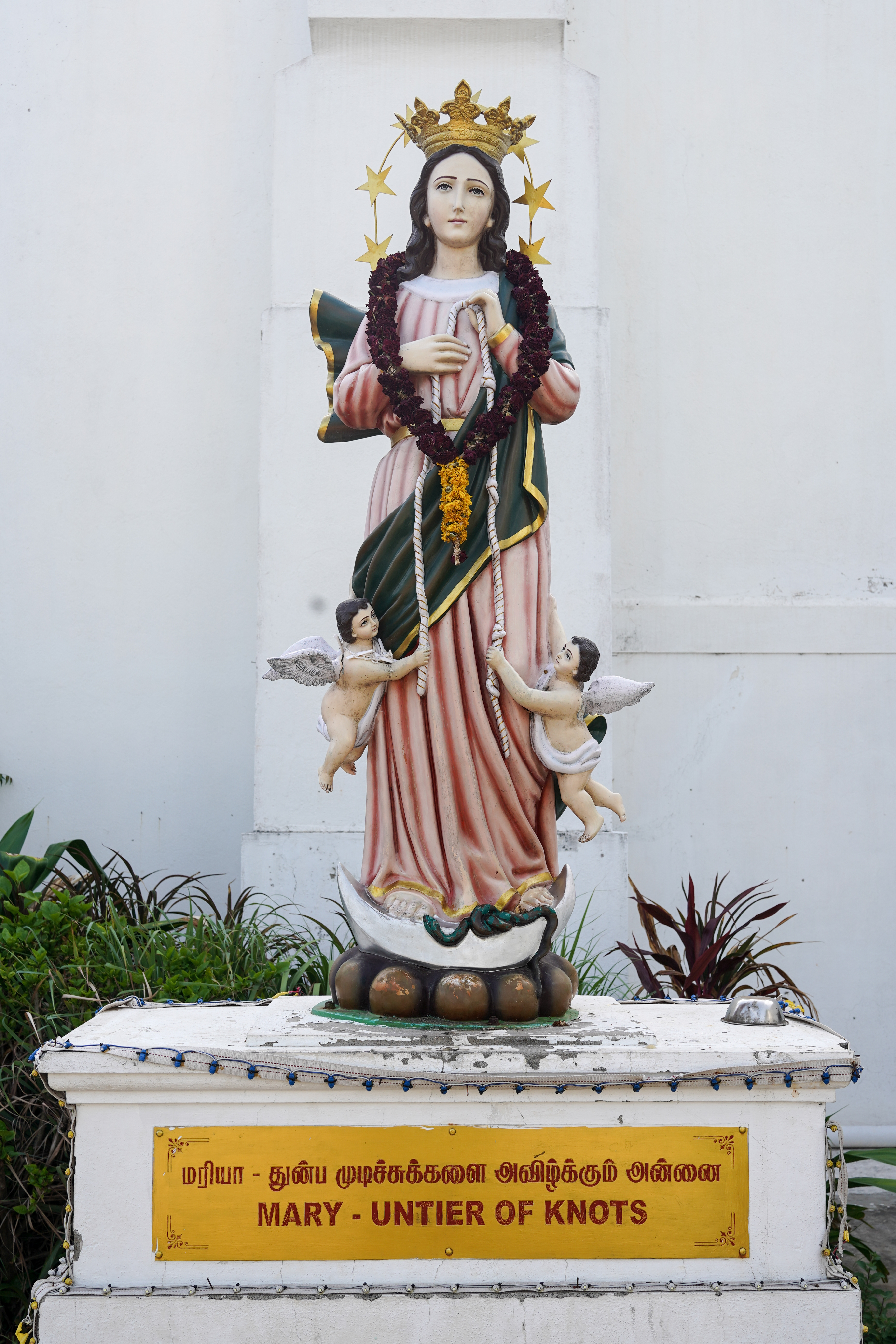
Mariina socha s opaskem
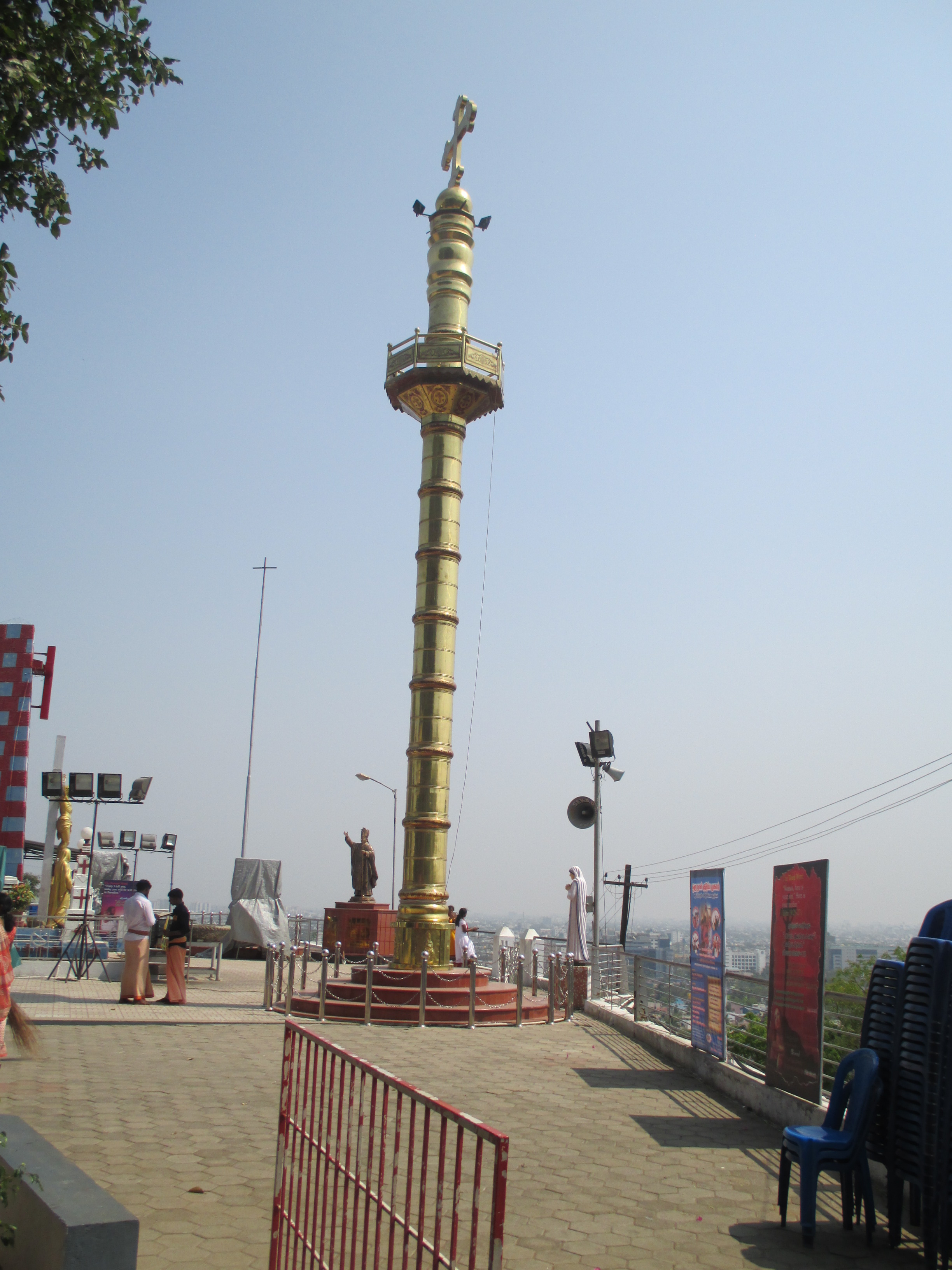
Vlajkový stožár
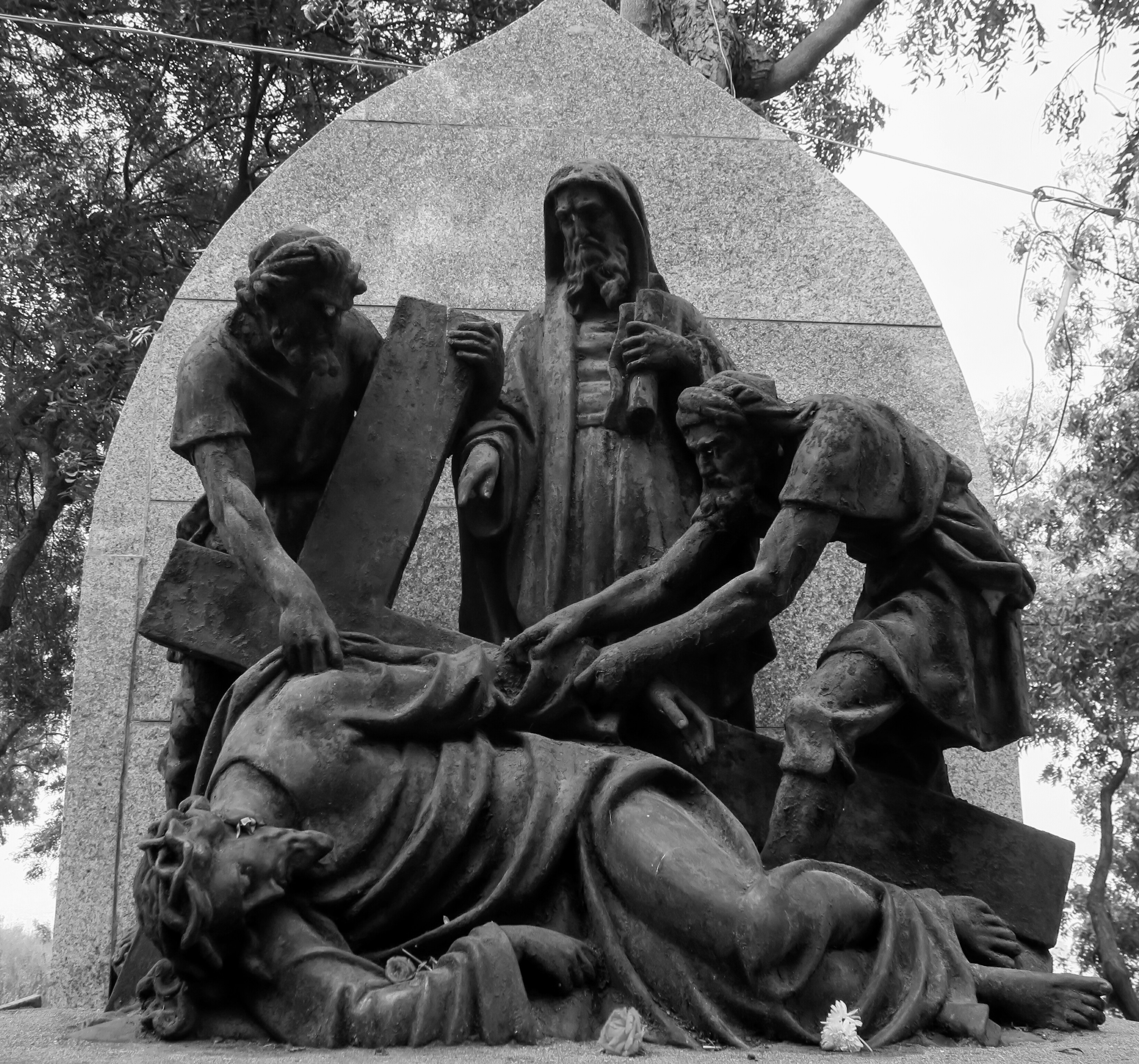
Třetí zastavení Křížové cesty